# Musa barioensis
Musa barioensis är en enhjärtbladig växtart som beskrevs av Markku Häkkinen. Musa barioensis ingår i släktet bananer, och familjen bananväxter. Inga underarter finns listade i Catalogue of Life.